# Heorhij Majboroda
Heorhij Ilarionovyč Majboroda (ukrajinsky Гео́ргій Іларіо́нович Ма́йборода, rusky Георгий Илларионович Майборода Georgij Illarionovič Majboroda, 1. prosince greg. / 18. listopadu jul. 1913, Pelechivščyna, Poltavská gubernie, Ruské impérium – 6. prosince 1992 Kyjev, Ukrajina) byl ukrajinský hudební skladatel.

## Život
Heorhij Ilarionovyč Majboroda se narodil koncem roku 1913 v osadě Pelechivščyna v Poltavské gubernii, poblíž Kremenčuku. Jeho otec byl prostý, ale velmi sečtělý a hudebně založený rolník. Majboroda ukončil roku 1928 sedmiletku a roku 1931 Kremenčuckou střední průmyslovou školu. Od roku 1931 pracoval v Záporožském hliníkovém kombinátu, zúčastnil se však i budování Dněprostroje, kde se svým mladším bratrem Platonem působil ve sboru Dnipreľstan.
Brzy jej však zájem o hudbu přivedl do Kyjeva, kde roku 1936 ukončil studium na Kyjevské hudební škola a roku 1941 na Kyjevské konzervatoři, kde studoval kompozici u Levka Revuckého. Již v červenci téhož roku narukoval do Rudé armády a brzy padnul (spolu s bratrem Platonem a skladatelem Hermanem Žukovským) v bojích u Myronivky do německého zajetí. Když byl zajatecký tábor 28. ledna 1945 osvobozen, zařadil se Majboroda opět do vojska jako řadový kulometčík a účastnil se mj. Pražské operace.
Po návratu do Kyjeva v letech 1945–1949 absolvoval pod vedením Revuckého aspiranturu na Kyjevské konzervatoři a v letech 1950–1958 tam vyučoval orchestraci a čtení partitur. Poté pracoval jako svobodný skladatel a funkcionář Svazu skladatelů USSR (v letech 1962–1967 tajemník, v letech 1967–1968 předseda předsednictva) a Svazu skladatelů SSSR. V letech 1967–1980 byl rovněž poslancem Nejvyššího sovětu USSR.
Od 30. let 20. století žil v Kyjevě a tam i zemřel 6. prosince 1992. Byl pochován na Bajkovském hřbitově.
Mladším bratrem H. I. Majborody byl Platon Ilarionovyč Majboroda (1918–1989), rovněž významný hudební skladatel, a jeho synem operní pěvec (barytonista) Roman Heorhijovyč Majboroda (nar. 1943).

## Vyznamenání
Heorhij Majboroda byl po uvedení své opery Mylana roku 1957 jmenován zasloužilým umělcem USSR a po uvedení opery Arsenal roku 1960 národním umělcem SSSR. Stal se rovněž nositelem státní ceny USSR T. H. Ševčenka (1963) a republikové ceny M. Lysenka (1984), Leninova řádu a řádu Rudého praporu práce.

## Dílo
Heorhij Majboroda se značně přičinil o rozvoj ukrajinské hudby. Pracoval v různých žánrech, přičemž převažuje heroicko-patriotická tematika. Význačné místo ve skladatelově díle zaujímala poezie ukrajinských básníků — Tarase Ševčenka, Ivana Franka a jiných.
Jeho styl byl celkově konzervativní, postavený na hudbě 19. století, ruském romantickém stylu a ukrajinském folklóru, vykazující příbuznost se Z. Kodálym a F. Deliusem; u obecenstva měl často značný úspěch. Virko Baley v New Grove Dictionary of Opera mu přiznává „individuální, ač úzkou, osobitost“ a chválí jeho „značné melodické nadání, dobré, ač konvenční, porozumění orchestru a schopnost komponovat v jasných a stručných hudebních strukturách“.
Vedle vlastních skladeb spolu s L. Revuckým editoval a instrumentoval klavírní a houslový koncert Viktora Stepanovyče Kosenka (1896–1938).

### Opery
- Mylana (Милана), na libreto A. Turčynské, 1957
- Arsenal (Арсенал), na libreto O. Levady a A. Malyška, 1960
- Taras Ševčenko (Тарас Шевченко), na vlastní libreto, 1964
- Jaroslav Moudrý (Ярослав Мудрий), na vlastní libreto, dokončeno 1973, premiéra 1975

### Vokálně-orchestrální skladby
- Kantáta Přátelství národů (Дружба народів), na slova M. Ryľského a O. Novyckého, 1948
- Vokálně-symfonická báseň Záporožci (Запорожці), na slova L. Zabašty, 1954
- Koncert pro hlas a orchestr, 1969

### Orchestrální skladby
- Symfonie č. 1, 1938/1940
- Symfonická báseň Lilie (Лілея), na motivy T. Ševčenka, 1939
- Symfonická báseň Kameníci ("Каменярі), na motivy I. Franka, 1941
- Symfonická báseň Huculská rapsodie (Гуцульська рапсодія), 1949/1951, 2. redakce 1952
- Symfonie č. 2 „Jarní“, 1952/1953, 2. redakce 1966
- Suita z hudby k Shakespearově tragédii „Král Lear“, 1959
- Symfonie č. 3, 1976/1978
- Koncert pro housle a orchestr, 1977
- Slavnostní předehra, 1985
- Symfonie č. 4 „Podzimní“, 1986/89
- Symfonické variace pro violoncello a orchestr, 1987

### Vokální skladby
- sbory na slova M. Ryľského (Неначе сон, На біду гречку впали роси), V. Sosjury (Дощ), D. Pavlyčka a dalších
- romance a písně na slova T. Ševčenka, I. Franka, L. Ukrajinky, V. Sosjury, A. Malyška, A. S. Puškina. A. Mickiewicze, P. Tyčyny, T. Masenka, S. Ščipačova, V. Simoněnka, O. Juščenka a dalších
- písně pro děti
- úpravy lidových písní

### Hudba pro divadlo a film
- Jako by kámen hovořil (Якби каміння говорило, 1958)
- Vojačka (Солдатка. 1959)
- Tauris (Таврія, 1959)
- Omyl Honoré de Balzaca (Помилка Оноре де Бальзака, 1968)
- Rodina Kocjubinských (Родина Коцюбинських, 1970)
- Nina (Ніна, 1971)
- Dlouhá cesta do krátkého dne (Довга дорога в короткий день, 1972)

## Úcta
O skladateli natočila roku 1982 film ukrajinská dokumentaristka Ljudmyla Vasylivna Mychalevyčová. V roce 1995 byla H. I. Majborodovi v Kyjevě na domě čp. 16 v ulici Mychajla Hruševského odhalena bronzová pamětní deska s poprsím skladatele od sochaře Oleksandra Pavlovyče Skoblikova.
 